# 兵庫県立洲本実業高等学校
兵庫県立洲本実業高等学校（ひょうごけんりつ すもとじつぎょうこうとうがっこう）は、兵庫県洲本市宇山二丁目に位置する県立高等学校。愛称・略称は「実高」（じっこう）・「洲実」（すじつ）。
学区は兵庫県全県である。2011年まで淡路市に東浦校を有していた。
工業系の学科を持つ学校は淡路島内ではここだけであり、島内全域から生徒が通学している。

## 設置学科
- 全日制
  - 機械科
  - 電気科
  - 地域商業科

機械科・電気科では1年次は工業科として一般入試を実施している。
2年次以降は機械科・電気科へ分かれる。

## 歴史
- 1929年（昭和4年）6月21日 - 洲本町立商業学校として開校する（現在の洲本市立洲本第二小学校の場所を仮校舎とした）。
- 1933年（昭和8年）10月25日 - 洲本市物部600番地の新校舎に移転。
- 1940年（昭和15年）2月11日 - 洲本町が市制施行のため洲本市立商業学校に改称。
- 1942年（昭和17年）4月1日 - 県立移管のため兵庫県立洲本商業学校に改称。
- 1944年（昭和19年） 2月11日 - 兵庫県立洲本工業学校の併設開校が許可される。
- 1948年（昭和23年）
  - 4月1日 - 学制改革により兵庫県立洲本商業高等学校、兵庫県立洲本工業高等学校に校名を変更。
  - 7月20日 - 汐見校舎（現在の洲本市立洲本第二小学校、移転前は兵庫県立淡路高等女学校）に移転。
- 1949年（昭和24年）4月1日 - 兵庫県立洲本商業高等学校、兵庫県立洲本工業高等学校を統合し、兵庫県立洲本実業高等学校となる。機械科および商業科を設置。
- 1960年（昭和35年）4月1日 - 電気科を設置。
- 1963年（昭和38年）
  - 4月1日 - 兵庫県立淡路農業高等学校（現在の兵庫県立淡路高等学校）仮屋分校を所属変更し東浦分校（商業科）とする。
  - 9月1日 - 現在地に移転。
- 1966年（昭和41年）4月1日 - 東浦分校を定時制課程から全日制課程に移行する。
- 1995年（平成7年）4月1日 - 国際リゾート科を設置。
- 2001年（平成13年）4月1日 - 東浦分校を兵庫県立洲本実業高等学校東浦校に名称変更。
- 2004年（平成16年）4月1日 - 国際リゾート科を国際ビジネス科に再編。
- 2011年（平成23年）3月31日 - 東浦校閉校
- 2020年（令和2年）3月31日 - 商業科と国際ビジネス科は新しく設置される地域商業科に再編され廃止。
  - 4月1日 - 商業科と国際ビジネス科を統合させ新しく地域商業科を設置。

## 校風
- 校訓は「誠実」「健康」。

## 著名な出身者
- 朝比奈彩（モデル・タレント）
- 赤松瞭（元プロ野球選手）
- 辻野欣也（元プロ野球選手）
- 桜井輝秀（元プロ野球南海ホークス選手）
- 西岡三四郎（元プロ野球選手）
- 山本隆造（元プロ野球選手、プロ野球審判員）
- 斉藤巧（元プロ野球大洋ホエールズ選手）
- 松岡理恵（天満屋・元マラソン選手）
- 畑崎広敏（アパレル大手ワールドの創業者）
- 経塚幸夫（元衆議院議員）

## アクセス
- 淡路交通都志線・由良線・洲本市コミュニティバス五色地域線 洲本車庫前バス停より徒歩12分
- 淡路交通縦貫線・鳥飼線・長田線　淡路交通・神姫バス三ノ宮洲本線　本四海峡バス・西日本ジェイアールバスかけはし号 宇山バス停より徒歩15分
- 洲本バスセンターより徒歩30分またはタクシー10分

## その他
- 学校の敷地内には国土地理院により電子基準点が設置されている。
- 学校は山林を切り開いた丘陵地にある。
- 川端建夫氏　「日本一の校務員」として名をはせる。
- かつての生徒指導は厳しく、生徒に対する暴言・密室での取調べ・暴行もよく見られた。（就職しても恥ずかしくない常識を身に着けさせるための教育的配慮とも言えなくはない。）
- 過去に、当時の校長による教員への宗教勧誘事件が発生した。（当該校長は口頭注意処分）